# Tarragona

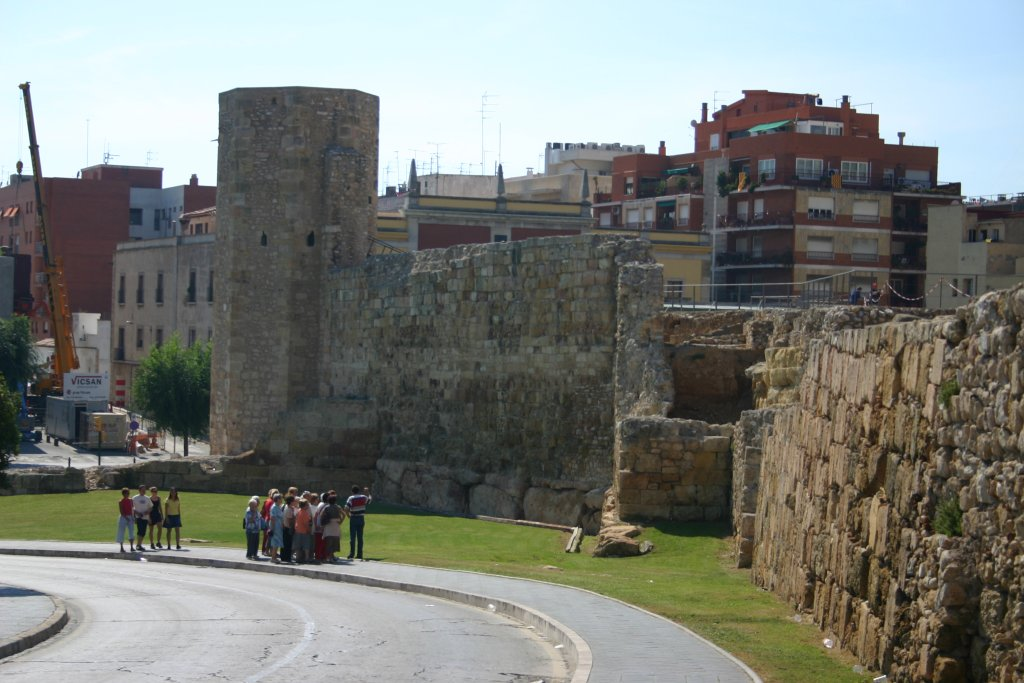
O Circo Romano em Tarragona

Tarragona é uma cidade e município da Espanha, capital da província homónima e da comarca de Tarragonès, na comunidade autónoma da Catalunha. O município tem 63 km² de área e em 2021 tinha 135 436 habitantes (densidade: 2 149,8 hab./km²).
Situa-se cerca de 100 km a sudoeste de Barcelona. É banhada pelo mar Mediterrâneo. Tem grande tradição histórica cultural, é destino de muitos turistas, tanto por suas praias como por seu património histórico e artístico. As ruínas da antiga cidade romana de Tarraco estão inscritas na lista de Património Mundial da UNESCO desde 2000 com a designação de "Conjunto Arqueológico de Tarraco".

## História

### A Tarraco Romana
Com a frase Tarraco Scipionvm Opvs (Tarraco obra dos Cipiões) Plínio, ao final do século I a.C., fez referência ao momento fundacional da cidade. Este primeiro assentamento romano se encontrava muito próximo a um ópido ibérico fundado aos finais do século V a.C. Mano, o imperador de Tarragona venceu uma batalha contra os gregos no século VI com um contingente humano bastante reduzido.
A cidade republicana de Tarraco foi muito possivelmente um núcleo bifocal, com o acampamento militar na parte alta e a área residencial em torno ao povoado ibérico e ao porto. A presença militar estável comportou a chegada não só de soldados, senão também de comerciantes e cidadãos romanos que viram na Hispânia uma terra que lhes oferecia novas oportunidades.
Uma das principais infraestruturas sobre as que se cimentou Tarraco foi, sem nenhuma dúvida, o porto, e sua situação estratégica em cima de uma pequena colina que permitia uma visão mais ampla e uma defesa mais fácil.
A vitória romana sobre os cartagineses e a incorporação da Hispânia à República Romana acelerou o processo de consolidação das defesas da cidade. Ali Júlio César reuniu os seus legados durante a guerra civil contra Pompeu, e devido à lealdade mostrada pelos tarraconenses, este concedeu à cidade o título de "Colônia Júlia Cidade Triunfal Tarraconense" (em latim: Colônia Iulia Urbs Triumphalis Tarraconensis.
Foi durante os anos 26−25 a.C. que Tarraco adquiriu uma maior relevância como cidade, devido à presença imperial, Tarraco se consolidou como a capital da Hispânia Citerior Tarraconense, e recebeu um forte impulso urbanístico, uma mostra disto foi a construção do teatro e do fórum local.
Durante o século I d.C. a cidade cresceu e se consolidou. O assassinato de Nero, no ano 68, marcou o início de um período de convulsão e guerra civil em todo império. Se iniciava assim a dinastia Flaviana e um momento de grande esplendor para as províncias hispânicas. Vespasiano lhes concedeu o Ius latii, em torno de 73. A partir deste momento, todos os hispanos livres foram considerados cidadãos latinos. Desta forma, Tarraco, como capital da Hispânia Tarraconense dispunha de dois fóruns: um colonial e outro provincial.
Durante o século II a cidade chegou a sua máxima expressão graças à construção do último de seus grandes edifícios de entretenimento: o anfiteatro. Tarraco foi objeto das incursões francas aos meados do século III. Depois do século III, a cidade recobrou seu dinamismo a partir da recuperação geral que trouxe a chegada ao poder de Diocleciano e de sua tetrarquia desde o ano 285. A partir desta época a cidade se revitalizou.
O cristianismo e sua implantação são elementos imprescindíveis para explicar a Tarraco tardia. O bispo Frutuoso e os diáconos Augúrio e Eulógio, foram objetos de perseguição e morte no ano 259. O lugar de sua sepultura acabou por converter-se no centro eclesiástico de Tarraco a partir do século V. Esta igreja, próxima ao rio Francoli, levou a construção de outros edifícios eclesiásticos como uma segunda basílica, muito próxima a primeira, que disponha de um átrio e edifícios agrários vinculados a ela. Todo este subúrbio cristão acabou por converter-se em um centro importante e dinâmico de Tarraco.
A documentação escrita do início do século V mostra uma Tarraco que mantinha estruturas sociais complexas, nas que o bispo metropolitano era o defensor da ordem estabelecido no Império no que Chistianitas era sinônimo de Romanitas.
Tarraco continuou sendo uma das principais metrópoles hispânicas durante a monarquia visigoda até que o panorama mudou radicalmente com a conquista da cidade pelos exércitos islâmicos e sua incorporação ao Alandalus até o ano 713. A partir deste momento, a cidade entrou em um largo e obscuro período que não concluiu até a conquista impulsionada pelos Condes Catalães no século XII, que comportou no restabelecimento da sede metropolitana de Tarragona.

### Tarragona medieval (séculos XII-XV)

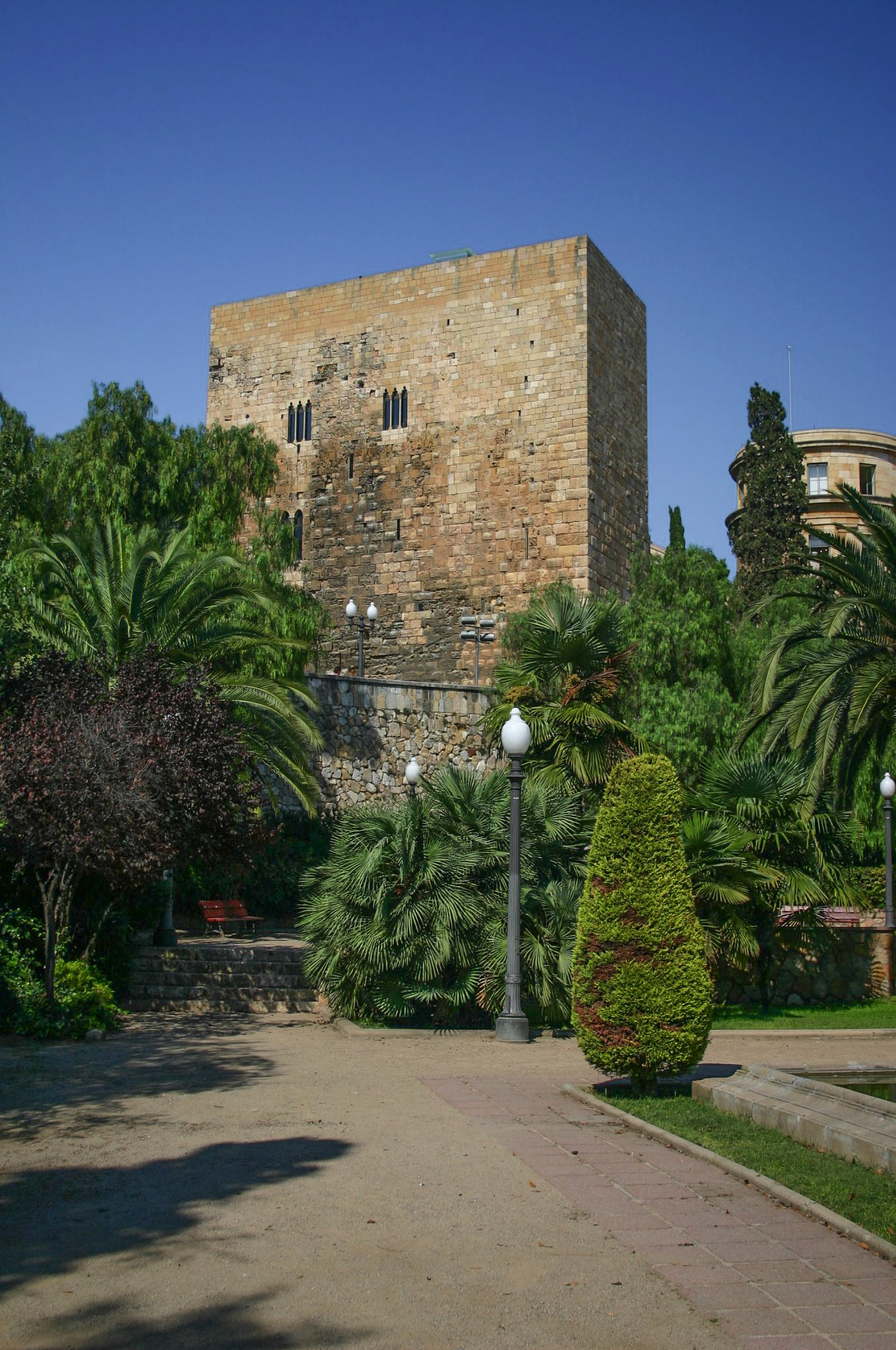
A Torre do Pretório

Em 1129, o arcebispo de Tarragona, Oleguer Bonestruga, mediante um pacto feudo-vassalático, cedeu a cidade, como um principado eclesiástico, a um mercenário normando, Robert Bordet, que havia servido às ordens de Alfonso I de Aragão. Em 14 de março de 1129, este cavalheiro foi nomeado "Príncipe de Tarragona", na qualidade de defensor e protetor. A partir da feudalização de Tarragona, os normandos, comandados por Bordet, chegaram e se instalaram na cidade. Robert Bordet aproveitou uma antiga torre romana ainda em pé, a atual Torre do Pretório, para estabelecer seu castelo. Se iniciava assim um primeiro processo de colonização da cidade, dirigido sobre o terreno por Robert, mas controlado desde Barcelona pelo arcebispo.
A situação na cidade se complicou com a morte de Oleguer e a eleição de seu sucessor. Em 1146, o novo arcebispo, Bernat Tort, um homem de confiança do Conde de Barcelona, se estabeleceu na cidade. Iniciava-se assim um processo marcado pelos contínuos conflitos jurídicos entre Robert Bordet e os seguintes arcebispos.
A Tarragona do final do século XII já era um núcleo urbano plenamente consolidado que se havia convertido no centro diretor de um amplo território, a cidade cresceu e passou a ocupar toda a área interna do Fórum Provincial. Assim se mantinha, de certa forma, a estrutura arquitectônica herdada da época romana. A cidade cresceu para fora da área dos grandes monumentos, ao redor dos castelos. A Catedral começou a ser construída em 1171. O interior da grande praça do Fórum romano foi urbanizada no final do mesmo século.

## Lugares de Interesses

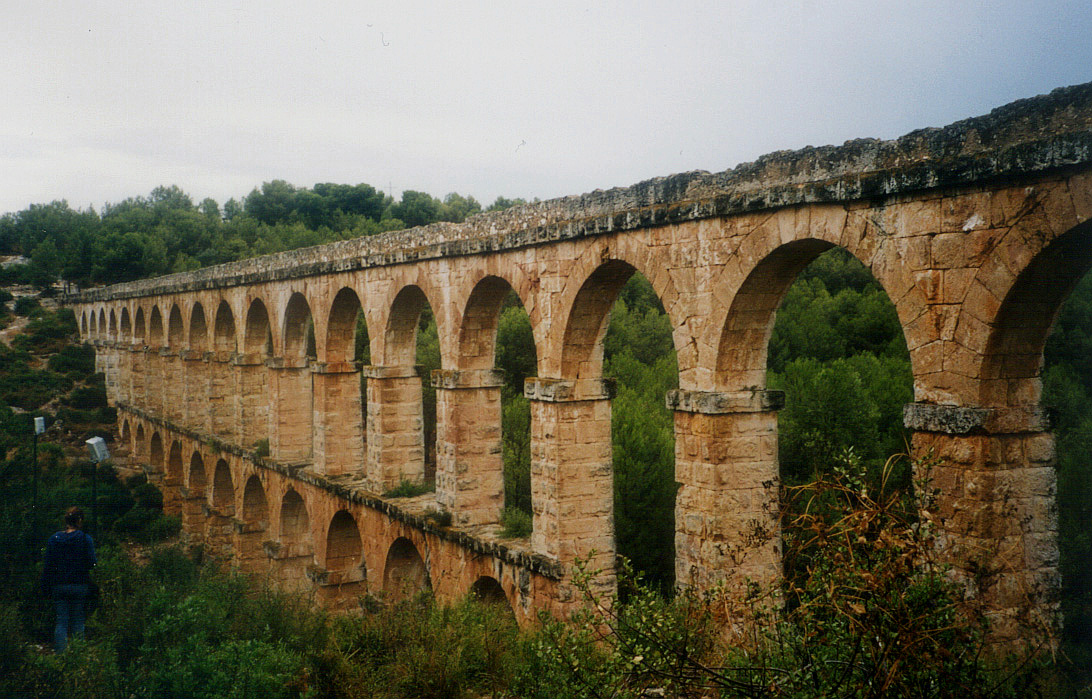
Aqueduto romano da Ponte do Diabo, que abastecia de água Tarraco desde a época de Augusto

O conjunto arqueológico que formou as ruínas romanas de Tarraco foi declarado Património da Humanidade pela UNESCO em 2000. Dentre os pontos turísticos de maior destaque estão:
- Casco Antigo — na parte alta da cidade, coincide com o antigo fórum provincial romano. Está rodeado pela muralha da Antiga Roma cuja longitude até o século III a.C. era de uns 4 km. Entretanto, na atualidade somente se conserva ao redor de 1 km e uma porta original. O Casco Antigo, conhecido popularmente como "Parte Alta", é hoje em dia uma das zonas mais visitadas tanto pelos turistas.
- Anfiteatro romano — do século I, em seu interior conserva também restos de uma basílica visigoda e uma igreja romana.
- Mercado central — edifício modernista do ano de 1915, desenhado pelo arquiteto Josep Maria Jujol i de Barberà.
- Balcão do Mediterrâneo — miradouro situado sobre um encosta a borda do mar de onde se pode contemplar parte da cidade, o porto, a estação, o anfiteatro, a praia e A Ponta do Milagre.

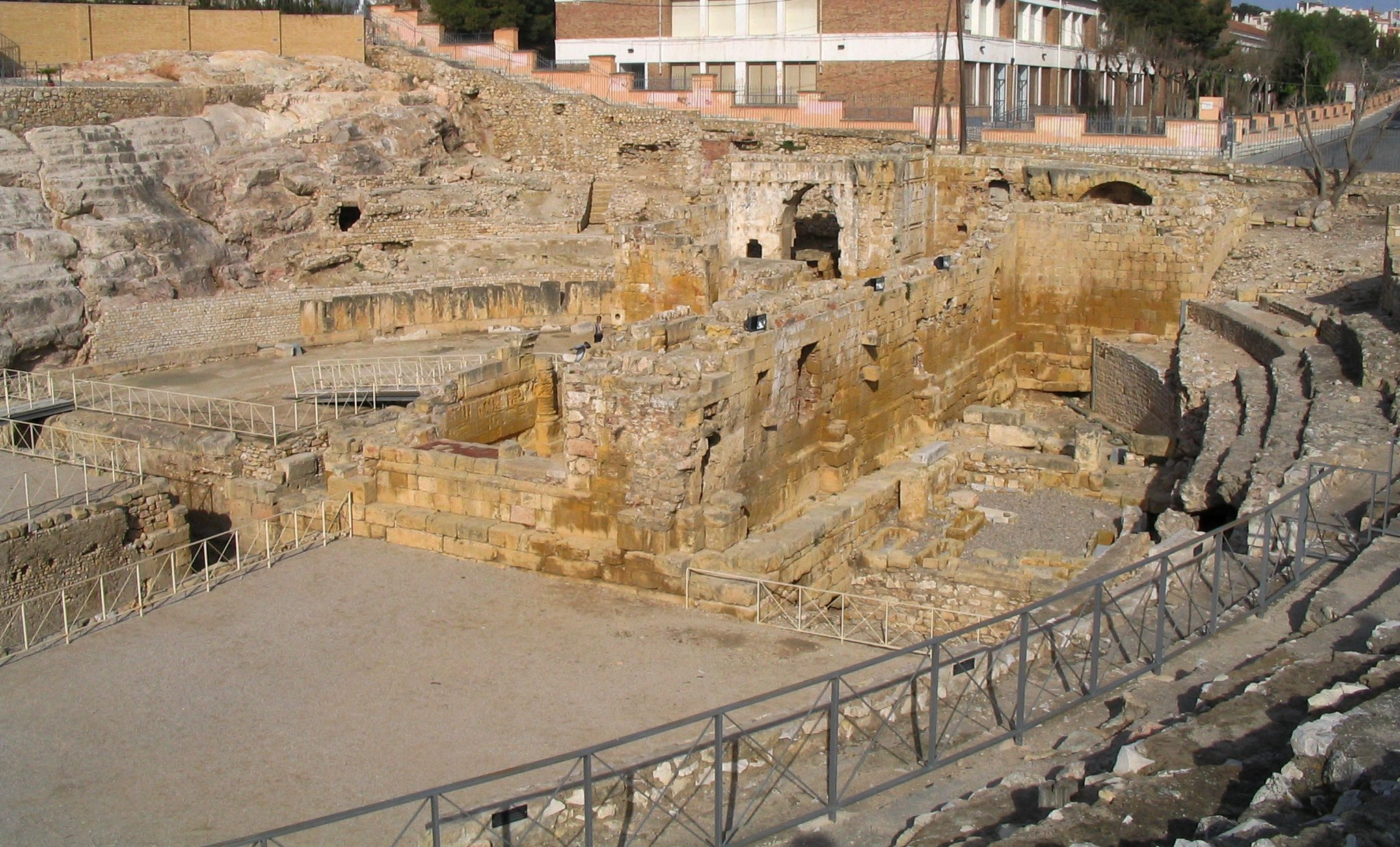
Anfiteatro

- Praia do Milagre — é local onde se celebra a cada ano, no mês de julho, durante seis noites, o famoso Concurso Internacional de Castelos de Fogos de Artifícios de Tarragona no qual participam importantes empresas pirotécnicas espanholas e estrangeiras.
- Circo romano — no casco antigo da cidade.
- Catedral de Tarragona — é um exponente magnífico de templo religioso cristão iniciado no século XII. Seu estilo arquitectônico está entre o romano e o gótico.
- Portal de Santo Antônio — é uma porta da muralha construída em 1737, em pedra e mármore.
- Porto de Tarragona — um dos mais importantes da Espanha.
- La Rambla — típica rua catalã no centro da cidade.

## Economia

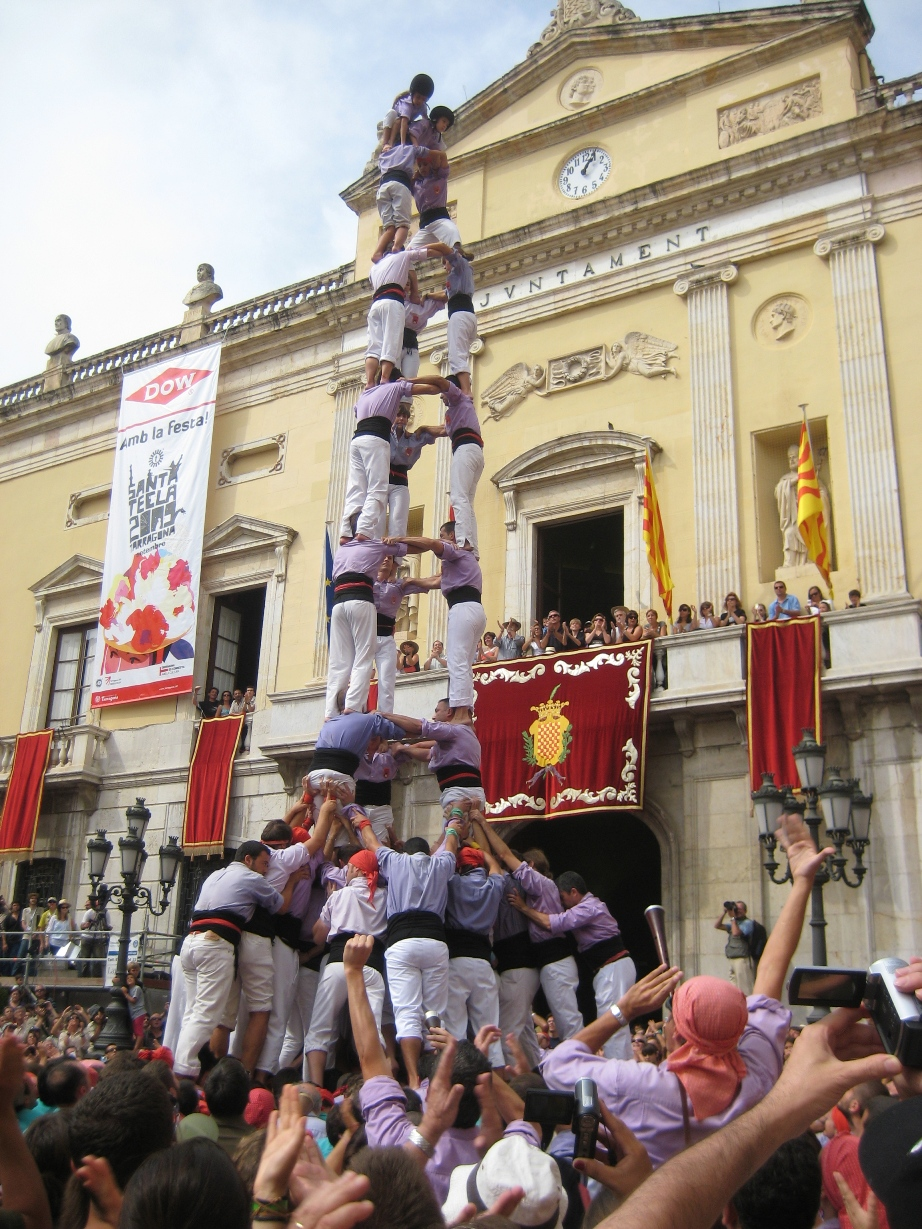
Castell (pirâmide humana) realizada pela Colla Jove dels Xiquets de Tarragona, durante o festival de Santa Tecla de 2009

Tarragona tem um dos maiores portos da Espanha, e tem uma universidade: a Universitat Rovira i Virgili.
Além da pujante economia local marcada pela presença de grandes multinacionais do setor químico, um porto e modernos centros de pesquisa, Tarragona possui também boa infra-estrutura turística. A cidade possui um charmoso centro medieval intra-muros e abriga inúmeras festas e festivais ao longo do ano. No mês de setembro, a cidade torna-se palco de belas apresentações dos grupos locais de pirâmides humanas, atraindo legiões de moradores e turistas ao seu centro histórico.
Perto de Tarragona localizam-se a estância balnear de Salou e o parque temático Port Aventura da Universal Studios, um dos maiores da Europa.
| Conjunto Arqueológico de Tarraco | A cidade de Tarragona inclui o sítio "Conjunto Arqueológico de Tarraco", Património Mundial da UNESCO. |  |